# Reading Standard

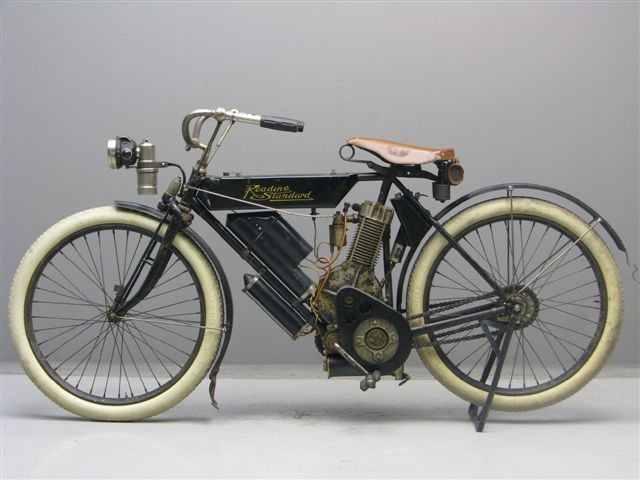
Reading Standard Model A 400 cc 1908

Reading Standard var en amerikansk motorcykeltillverkare. Företaget låg i staden Reading i Pennsylvania, USA. Företaget existerade mellan 1903 och 1922. 
De första modellerna kom 1903 och hade inköpta motorer (från Thor) med 1907 kom den första sidventilmotorn för motorcyklar som byggts i USA. Denna var konstruerad av ingenjör Charles Gustafson (som sedan flyttade till Indian Motorcycles). Reading Standard köptes av Cleveland Motorcycle Manufacturing Company 1923.
V-twins kom 1908 med den vanliga lösningen med insuget i toppen av cylindern och utblås på sidan men var spegelvända på främre och bakre cylindern. I början var de på 722 cc sedan 990 cc och till slut 1180 cc.

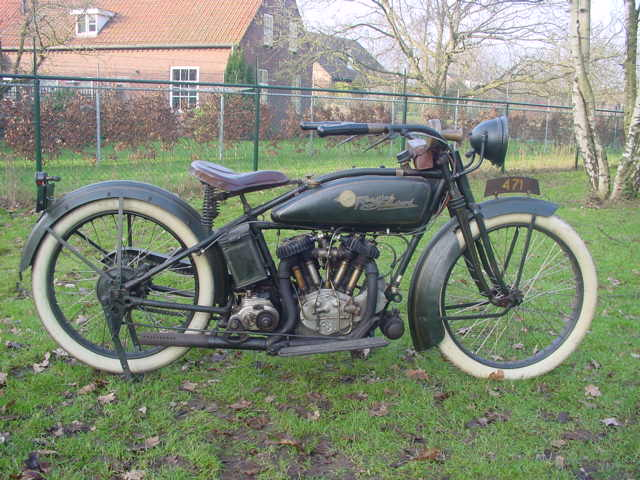
Reading Standard Twin 1160cc 1920

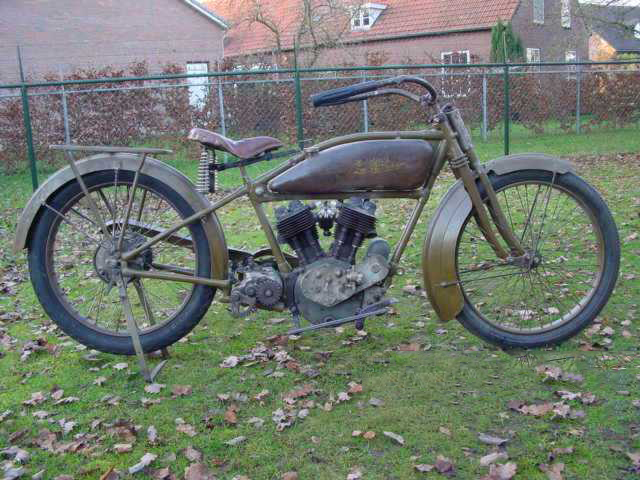
Reading Standard 1160 cc V-twin 1918

## Reading Standard 1920
Denna MC är en 1173cc V-twin med 16 hästkrafters motor. Motorsmörjningen är mekanisk med en extra handdriven oljepump. Den enda elektriska installationen på MC:n är tändningen och en kortslutningsknapp på styret. Den har en treväxlad låda och flerskivig lamellkoppling. Bakaxeln är stel (ofjädrad) medan framgaffeln har en bottenlänk med fjäderdämpning. Den enda bromsen finns bak.
På MC Collection museum i Sollentuna finns en Reading Standard 1920 som genomgått en ordentlig renovering. Denna renovering är dokumenterad i en bok samt i ett antal tidningsartiklar i Nostalgia. 

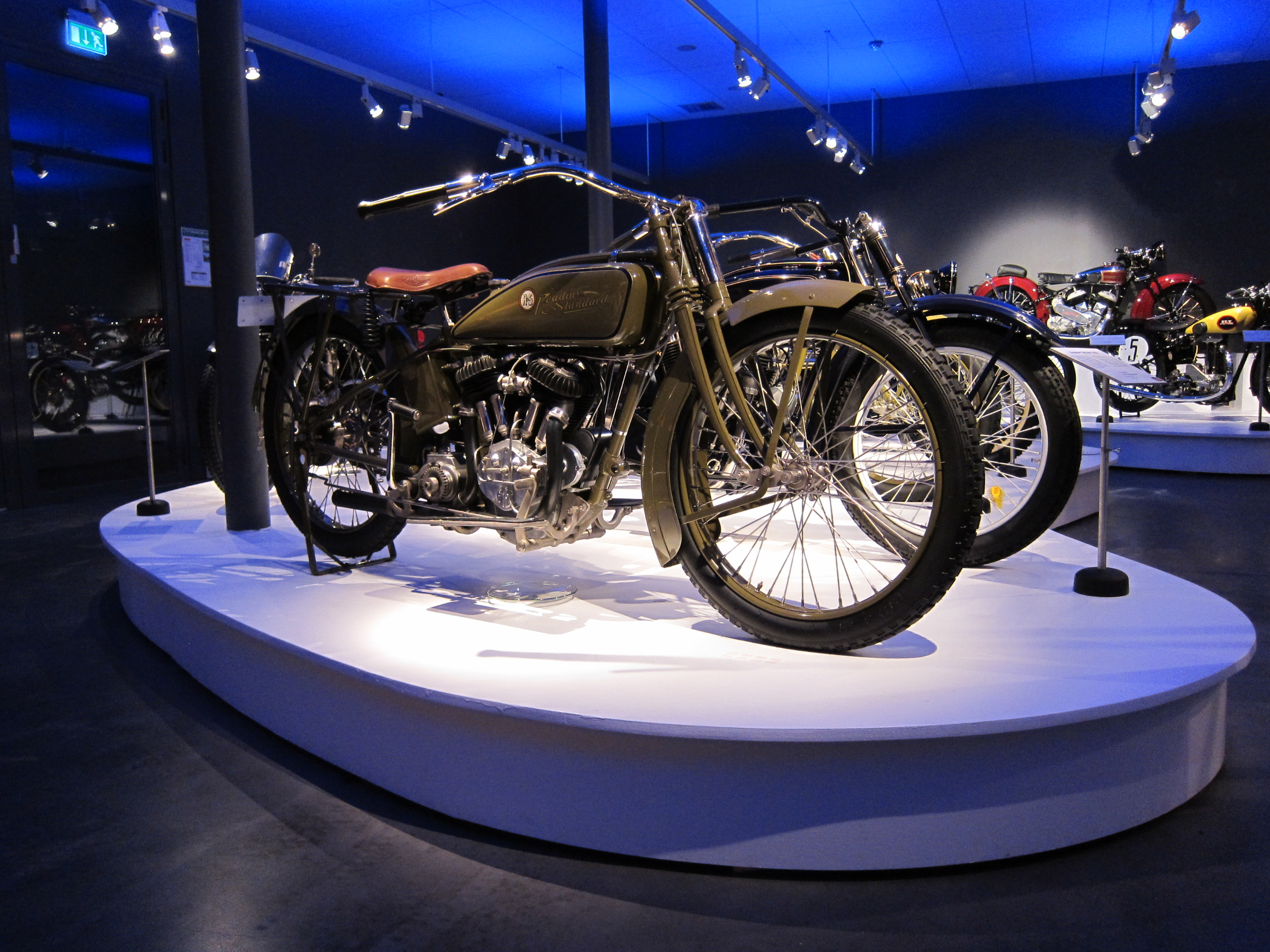
Denna renoverade Reading Standard 1920 finns på MC Collection Sollentuna